# L.A. Guns
Az L. A. Guns két, amerikai glam metal együttes neve. Az L. A. Guns az amerikai, vagy pontosabban a Los Angeles-i glam metal színtér egyik megalkotója. Az alapító tagokból három a Guns N’ Roses nevű hard rock együttes alapítója is. Egy időben egyesült a másik Los Angeles-i glam metal zenekarral, a Hollywood Rose-zal, ez az együttes volt, ami Guns N' Roses néven futott tovább, és az L. A. Guns megszűnt létezni.
A zenekart Paul Black egyesítette újra és Ő volt a vezető Tracii Guns visszatéréséig. A tagok cserélődtek egészen a klasszikus felállásig, am a következő volt: Phil Lewis – énekes, Tracii Guns – szólógitár, Mick Cripps – ritmusgitár, Kelly Nickels – basszusgitár, Steve Riley – dob. A három jelentős album után, az 1990-es évek elején a felállás felbomlott, és számos tagcsere volt. 1999-ben a klasszikus felállás újra összeállt egy turnéra.
2002-ben Tracii kilépett a zenekarból és megalapította a Brides of Destruction-t a Mötley Crüe basszusgitárosával, Nikki Sixx-el. Tracii kilépése után a többi tag maradt a zenekarban és új gitárost szereztek Stacey Blades személyében, és kiadtak egy új albumot, a Tales from the Strip-et. Miután Tracii szünetelteti a Brides of Desruction-t, szóló együttest hoz létre L. A. Guns néven. Mindkét zenekar megtartotta a nevet és így is turnéznak.

## Diszkográfia

### Stúdióalbumok
- 1988 – L.A. Guns
- 1989 – Cocked & Loaded
- 1991 – Hollywood Vampires
- 1994 – Vicious Circle
- 1995 – American Hardcore
- 1998 – Wasted
- 1999 – Shrinking Violet
- 2001 – Man in the Moon
- 2002 – Waking the Dead
- 2005 – Tales from the Strip

### Koncertalbumok
- Live! Vampires (1992) – csak Japánban
- Live: A Night on the Strip (2000)
- Live Ammo (2004)
- Loud and Dangerous: Live from Hollywood – Phil Lewis' L.A. Guns – (2006)
- Hellraiser's Ball Caught In The Act (CD Version) – Phil Lewis' L.A. Guns – (2008)

### Válogatás albumok
- Best Of: Hollywood A Go-Go (1994) – csak Japánban
- Hollywood Rehearsal (1997)
- Greatest Hits and Black Beauties (1999)
- Black City Breakdown (1985-1986) (2000)
- Ultimate LA Guns (2002)
- Fully Loaded (2003)
- Hollywood Raw (2004) – Régi demók és No.1 dalok
- Black List (2005)
- 20th Century Masters – The Millennium Collection: The Best Of L.A. Guns (2005)
- Riot on Sunset. The best of (2012 Deadline Music)

### Egyéb albumok
- Rips the Covers Off (2004)
- Covered in Guns (2010)

### Kislemezek
| Év   | Cím                    | Csúcshelyezés | Csúcshelyezés | Csúcshelyezés |
| Év   | Cím                    | US Hot 100    | US Main Rock  | UK            |
| ---- | ---------------------- | ------------- | ------------- | ------------- |
| 1990 | "The Ballad Of Jayne"  | 33            | 25            | 53            |
| 1991 | "Kiss My Love Goodbye" | -             | 16            | -             |
| 1991 | "Some Lie For Love"    | -             | -             | 61            |
| 1992 | "It's Over Now"        | 62            | 25            | -             |

### Zenei videók
- One Way Ticket – 1988
- One More Reason – 1988
- Sex Action – 1988
- Electric Gypsy – 1988
- Bitch is Back – 1988
- Cry No More – 1988
- Never Enough – 1989
- The Ballad of Jayne – 1989
- I Wanna Be Your Man – 1989
- Rip and Tear – 1989
- Malaria – 1989
- Some Lie 4 Love – 1991
- Kiss my Love Goodbye – 1991
- Over The Edge – 1991
- It's Over Now – 1992
- Long Time Dead – 1994
- Tie Your Mother Down – 2005